# 洛韦罗
洛韦罗（義大利語：Lovero），是意大利松德里奥省的一个市镇。总面积13平方公里，人口658人，人口密度50.6人/平方公里（2009年）。国家统计（ISTAT）代码为014038。